# Frontera entre Angola y Namibia
La frontera entre Angola y Namibia es el límite que separa a Angola y Namibia, en el oeste del África austral.
Del lado namibio se ubican a proximidad inmediata de la frontera las ciudades de Eenhana, Rundu, Nkurenkuru, Ruacana y Oshikango.
Al este de Rundu, la frontera sigue sobre algunas decenas de kilómetros el curso del río Okavango, el cual la atraviesa para formar el delta del Okavango en Botsuana.
En su extremo oeste, la frontera sigue el curso del río Kunene hasta el océano Atlántico que pasa por las cataratas Epupa. Esta frontera fue el lugar de combates durante la guerra civil angoleña.
El Kunene es el centro de varios proyectos entre Angola y Namibia: proyectos hidroeléctricos, acopio transfronterizo en agua, otros. 